# 西分站
西分站（日语：／ Nishibun eki */?）是位於高知縣安藝郡藝西村西分，土佐黑潮鐵道的後免·奈半利線車站。車站編號為GN32。
過往土佐電氣鐵道的安藝線曾設有同名車站，但位置與現時的位置不同。

## 車站構造
採用簡易車站模式，不設站房。

### 月台
設有1面1線的單式月台。

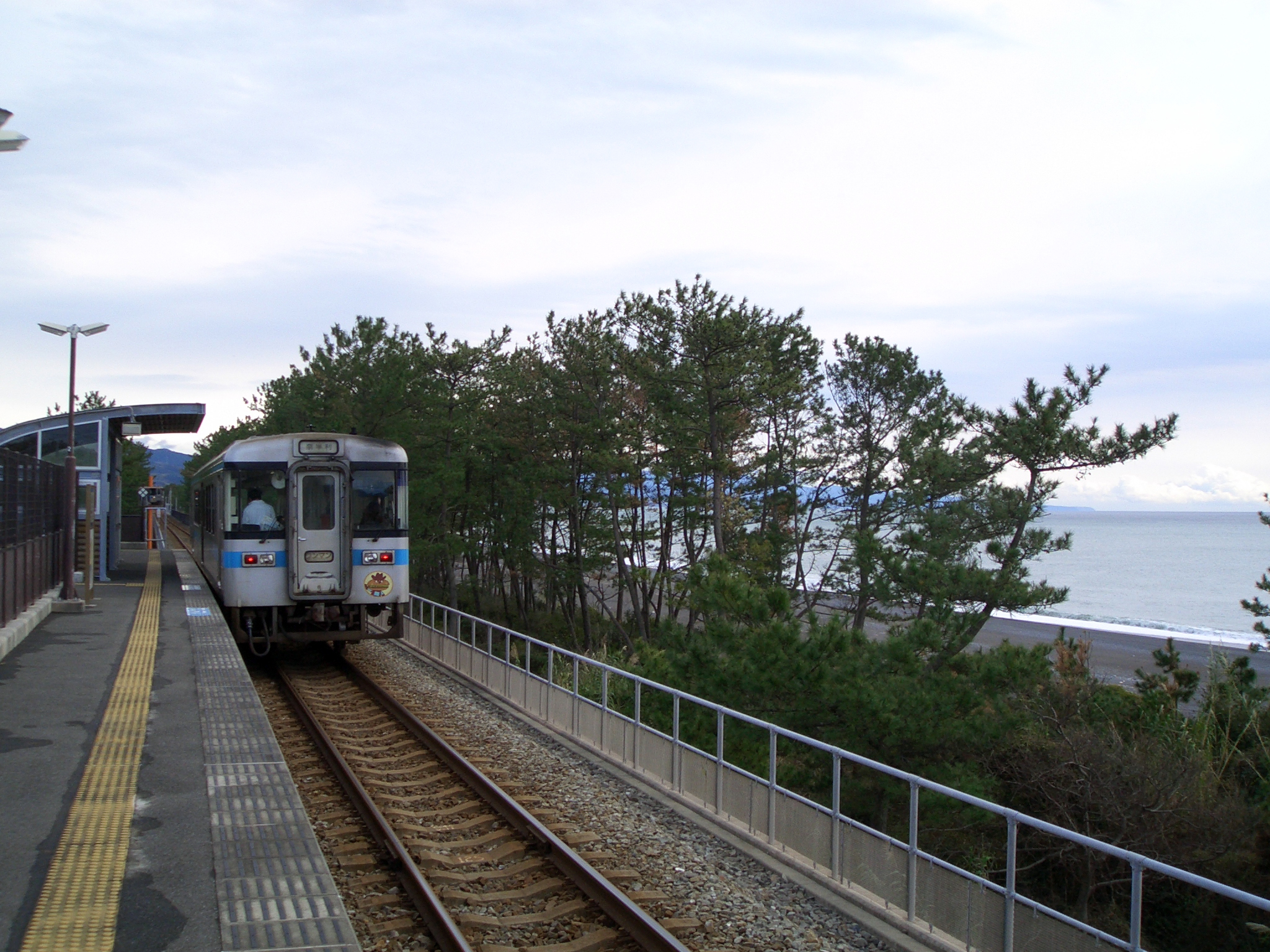
月台望向太平洋一方

列車靠站時，往安藝方向為左側上落，往後免方向為右側上落。
| 路線           | 上下行 | 方向                            |
| -------------- | ------ | ------------------------------- |
| ■後免·奈半利線 | 上行   | 安藝、奈半利方向                |
| ■後免·奈半利線 | 下行   | 後免、經■JR土讚線直通至高知方向 |

### 吉祥物
此站有一隻名為「西分 月子醫」的吉祥物。形象取自車站附近賞月勝地琴濱，吉祥物是一隻化身月亮的天使風人物。
吉祥物設置於站前單車停泊處附近。

## 歷史
- 2002年7月1日：車站啟用[2][3]。

## 相鄰車站
土佐黑潮鐵道
■後免·伊半利線
■快速A
通過
■快速B（只限晨早下行單向）、■普通
夜須（GN33）－西分（GN32）－和食（GN31）

## 外部連結
- 土佐黑潮鐵道西分站
- GotoGotoWeb西分站介紹 （页面存档备份，存于）（日語） - 後免·伊半利線活性化協議會